# Желье, Жонас де
Жонас де Желье (фр. Jonas de Gélieu; 21 августа 1740 — 17 октября 1827) — швейцарский пчеловод.

## Биография
Священник и сын священника. Рукоположён в 1760 г., с 1763 г. служил в различных приходах, расположенных вокруг Невшателя.
Де Желье считается одним из основоположников современного пчеловодства. Им написан ряд работ содержащих описание усовершенствований в этом деле: «Описание цилиндрических ульев и деревянных ульев с двойным дном» (фр. Description des ruches cylindriques et des ruches en bois à double fond; 1785); «Сохранитель пчёл, или Испытанные средства сберечь ульи и обновить их» (фр. Le conservateur des abeilles ou Moyens éprouvés pour conserver les ruches et pour les renouveler; 1816) и другие.